# 蘭加區
12°07′31″S 76°25′24″W / 12.12528°S 76.42333°W
蘭加區（西班牙語：Distrito de Langa），是秘魯的一個區，位於該國中南部利馬大區的瓦羅奇里省，始建於1912年11月17日，面積81平方公里，海拔高度2,856米，2005年人口1,181，人口密度每平方公里15人。